# Грейпфрут
Грейпфрутът (Citrus paradisi), (райски цитрус) е вечнозелено дърво от семейство Седефчеви. Популярното му название „грейпфрут“ се дължи на неправилното класифициране на плодовете му като разновидност на гроздето от английския ботаник Джон Лунан. Ботаническото си име растението получава едва през 1837 г. от Джеймс Макфейдън, който го обособява като самостоятелен вид, но дотогава вече названието „грейпфрут“ е навлязло в масова употреба.
Грейпфрутът вирее най-добре в тропичните и субтропичните райони. За пръв път растението е открито от европейците на остров Барбадос и на Ямайка в края на 18 в. В началото на 19 в. е пренесено във Флорида, където намира особено благоприятни условия за развитие. В наши дни най-големите производители на грейпфрут са САЩ, Израел, ЮАР, Аржентина, Япония, Индия, Кипър.
Грейпфрутовото дърво израства обикновено до 5 – 6 м, старите дървета обаче могат да достигнат височина до 13 – 15 м. Дървото има тъмнозелени листа и цъфти в бяло. Предполага се, че растението се е появило при естественото кръстосване на портокал и помело. Плодовете му тежат 300 – 600 грама, но се срещат и с гигантски размери до 6 кг. Имат тънка, жълта или жълто-оранжева кора, която отделя етерични масла, използвани в козметиката. Вътрешността е сочна, ароматна, с жълт, бледорозов или червен цвят. Има кисело-сладък вкус с характерен горчив привкус, който се дължи на по-голямото съдържание на киселини и по-малко захароза и фруктоза в сравнение с други цитрусови плодове (портокали и мандарини). Плодовете съдържат много витамин C, минерали, микроелементи и антиоксиданти и имат лечебни свойства – помагат за усилване на имунната защита, възпрепятстват развитието на ракови, сърдечно-съдови заболявания, остеопороза.

## Цвят и вкус
Грейпфрутът има много сортове. Един начин да се различават сортовете е по цвета на месестата част на плода. Най-разпространените сортове, култивирани днес, са с червен, бял или розов оттенък, отнасящ се до цвета на пулпа на плода. Вкусовете на плода варират от високо киселинен и горчив до сладък. Грейпфрутеният меркаптан е терпен, съдържащ сяра, и е едно от веществата, които имат голяма роля във вкуса и мириса на грейпфрута, в сравнение с други цитрусови плодове.

## Производство
Китай е най-големият производител на грейпфрут и помело, следван от САЩ и Мексико.
| Китай | 3 800 000 |
| САЩ | 1 046 890 |
| Мексико | 415 471   |
| Тайланд | 328 000   |
| ЮАР | 304 559   |
| Израел | 246 618   |
| Турция | 243 267   |
| Аржентина | 200 000   |
| Индия | 200 000   |
| Судан | 196 000   |
| Световно | 8 040 038 |
| Източник: Food And Agricultural Organization of United Nations: Economic And Social Department: The Statistical Division |           |

## Взаимодействие с лекарства
Открито е, че грейпфрутът и сокът от грейпфрут взаимодействат с много лекарства и в много случаи водят до неблагоприятен пряк или страничен ефект.
Това се случва по два много различни начина. При първия, ефектът се дължи на бергамотин, естествен фуранокумарин, в пулпата и кората на грейпфрута, който потиска ензима CYP3A4. Действието на този ензим е да метаболизира много видове лекарства. Ако разграждането на лекарството е занижено, тогава нивото на лекарството в кръвта може да стане прекалено високо или да престои твърде дълго, водейки до нежелателни ефекти. От друга страна, много лекарства трябва да бъдат разградени, за да се активират, така че потискането на ензима CYP3A4 може да доведе до намален лекарствен ефект.
Другият ефект е, че грейпфрутът може да блокира абсорбирането на лекарства в червото. Ако лекарството не е абсорбирано, тогава няма достатъчно от него в кръвта, за да доведе до терапевтичен ефект.
Един цял грейпфрут или 200 ml чаша със сок от грейпфрут може да предизвика предозиране с лекарство. Лекарствата, които не са съвместими с грейпфрут, обикновено се обозначават на опаковката или в листовката.